# Джованни де ло Каво
Джованни де ло Каво или де Капите (итал. Giovanni de lo Cavo) — генуэзский корсар на службе Византийской империи, великий дука и правитель островов Анафи и Родос.

## Биография
Джованни де ло Каво был уроженцем небольшого эгейского острова Анафи, но, как и многие корсары на службе у императора Михаила VIII Палеолога, происходил из Генуи. Его любимым объектом атак были пространства вокруг Эвбеи, хотя известно, что он расширил свою деятельность до албанского побережья и Валоны.
Михаил VIII предпринял серьёзные усилия по освобождению как можно большего количества островов Эгейского моря от латинского владычества, возглавляемые мега дуксом Алексеем Дукой Филантропином и другим итальянским ренегатом, Ликарио. Де ло Каво помог, захватив свой родной остров Анафи у венецианской семьи Фосколо. Михаил VIII наградил де ло Каво властью не только над Анафи, но и около 1278 года — над Родосом, а позже, аналогично Ликарио, возвёл в ранг великого дуки.